# Onthophagus falzonii
Onthophagus falzonii är en skalbaggsart som beskrevs av Goidanich 1926. Onthophagus falzonii ingår i släktet Onthophagus och familjen bladhorningar. Inga underarter finns listade i Catalogue of Life.